# Västra Föne
Västra Föne is een plaats in de gemeente Ljusdal in het landschap Hälsingland en de provincie Gävleborgs län in Zweden. De plaats heeft 67 inwoners (2005) en een oppervlakte van 33 hectare.